# PACK OF THE FUTURE
『PACK OF THE FUTURE』（パック・オブ・ザ・フューチャー）は、2016年3月2日にcutting edgeから発売されたBACK-ONの5枚目のオリジナルアルバム。
今作はBACK-ON自身による完全セルフプロデュースの為、プロデューサーにJINが参加していない初のアルバムとなる。（シングル曲では、wimpからセルフプロデュース）

## 概要
2016年1月14日に完成。
ゲームソングコレクションアルバム『PACK OF THE GAME COLLECTION』と同日発売。帯に書かれている「究極に、普通のアルバム」というコピーには、経験を得てスッピンで勝負することを選んだBACK-ONのスタンスが込められている
。
初回盤にはCD封入特典として、PS4/PS VITA用ゲーム『ガンダムブレイカー3』で使用可能な「HG インフィニットジャスティスガンダム」のパーツと武器データ一式が手に入るプロダクトコードが封入されている。

## 収録曲

### CD
1. PACK OF THE FUTURE
  - 作詞:TEEDA　作曲:GORI　編曲:BACK-ON

今やりたいBACK-ONのありのままを閉じ込めたためタイトルが中々決まらなかったが、一番聴いてほしい曲だということでアルバムと同じタイトルにした[3]。
2. セルリアン
  - 作詞:TEEDA　作曲:KENJI03　編曲:BACK-ON

15th両A面シングル。テレビ東京系アニメ『ガンダムビルドファイターズトライ』オープニングテーマ。
3. Fame
  - 作詞:TEEDA　作曲:KENJI03　編曲:BACK-ON

歌詞は「そのままの自分でありたい」という思いで書いた曲[4]。
4. DISLIKE
  - 作詞:TEEDA　作曲:GORI　編曲:BACK-ON
5. マーマレード
  - 作詞:TEEDA　作曲:GORI　編曲:BACK-ON

歌詞はTEEDAの恋愛観を、実話を交えて描いたもの。甘酸っぱい思い出がマーマレードの味みたいだという事でタイトルになった[5]。
6. What a beautiful day
  - 作詞:TEEDA　作曲:KENJI03　編曲:BACK-ON

このアルバムの曲の中で一番昔に作られた曲。歌詞は憧れのデートを想像して書かれた[6]。
7. AMANOJAKU
  - 作詞:TEEDA　作曲:KENJI03　編曲:GORI
8. DTM
  - 作詞:TEEDA　作曲:KENJI03　編曲:BACK-ON

配信限定シングル。
9. Mirrors
  - 作詞:TEEDA　作曲:KENJI03　編曲:BACK-ON

PS4/PS VITA用ゲーム『ガンダムブレイカー3』オープニングテーマ。2016年1月7日に音楽配信サイトで配信された。
10. Silent Trigger
  - 作詞:TEEDA　作曲:KENJI03　編曲:BACK-ON

15th両A面シングル。PS3/PS VITA用ゲーム『ガンダムブレイカー2』オープニングテーマ。
11. リザレクション
  - 作詞:TEEDA　作曲:TEEDA,GORI　編曲:BACK-ON

『新劇場版 頭文字D Legend2 -闘走-』主題歌。2015年5月20日に音楽配信サイトで配信された。
KENJI03が喉の治療で1か月間入院していた時期に作られた曲[7]。歌詞は「ヒーローの復活（リザレクション）」をイメージしており、サウンドは「スピード感」「焦燥感の中にある切なさ」「バトル感」を表現している[8]。
12. Dear Me
  - 作詞:TEEDA　作曲:KENJI03　編曲:BACK-ON

初CD化。YouTube限定配信。
TEEDAが幼少期のイジメ体験を書いた曲。YouTubeで公開されているリリックビデオには誤字があるが、1回しか録らないと決めていたためそのままになっている[9]。
13. Parade for the hope
  - 作詞:TEEDA　作曲:GORI　編曲:BACK-ON

1曲目の「PACK OF THE FUTURE」と同様、世界を回った経験でできた曲[10]。

### DVD
1. Mirrors（Lyrics Video）
2. DTM（Music Clip）
3. リザレクション（Lyrics Video）
4. Dear Me（Lyrics Video）
5. セルリアン（Music Clip）
6. BACK-ON 2014-2015→（Documentary）